# 沙特阿拉伯共产党
沙特阿拉伯共产党（阿拉伯语：الحزب الشيوعي في السعودية），又称沙特共产党，是沙特阿拉伯的一个已不存在的共产主义政党。
该党起源于1954年9月23日成立的民族复兴阵线。1958年10月17日，民族复兴阵线改组为民族解放阵线。1963年，民族解放阵线并入阿拉伯民族解放阵线。在阿拉伯民族解放阵线内部，共产主义者建立了一个独立的组织——沙特共产主义者组织。1968年—1969年，阿拉伯民族解放阵线遭遇了当局的一系列逮捕。阿拉伯民族解放阵线剩下的成员于1975年8月31日成立了沙特阿拉伯共产党。当时，该党只有30名成员。
1990年代初，由于苏联解体和伊斯兰主义在政治上的崛起，该党的影响力下降，遂更名为沙特阿拉伯民主大会。不久，当局释放了该党的政治犯以换取它解散组织的承诺。
该党的意识形态是共产主义、马克思列宁主义。它出版报纸《劳动人民之路》。它的青年翼是“民主青年联盟—沙特阿拉伯”。